# Kanywampene (periodiskt vattendrag i Karuzi)
Kanywampene är ett periodiskt vattendrag i Burundi.   Det ligger i provinsen Karuzi, i den centrala delen av landet, 90 kilometer öster om huvudstaden Bujumbura.
I omgivningarna runt Kanywampene växer huvudsakligen savannskog. Runt Kanywampene är det ganska tätbefolkat, med 192 invånare per kvadratkilometer.